# پنجه‌گرگی کوهی
پنجه‌گرگی کوهی (نام علمی: Diphasiastrum alpinum) نام یک گونه از تیره پنجه‌گرگیان است.
در سراسر بسیاری از بخش‌های شمالی نیمکره شمالی می‌روید.